# Shiori Tamai

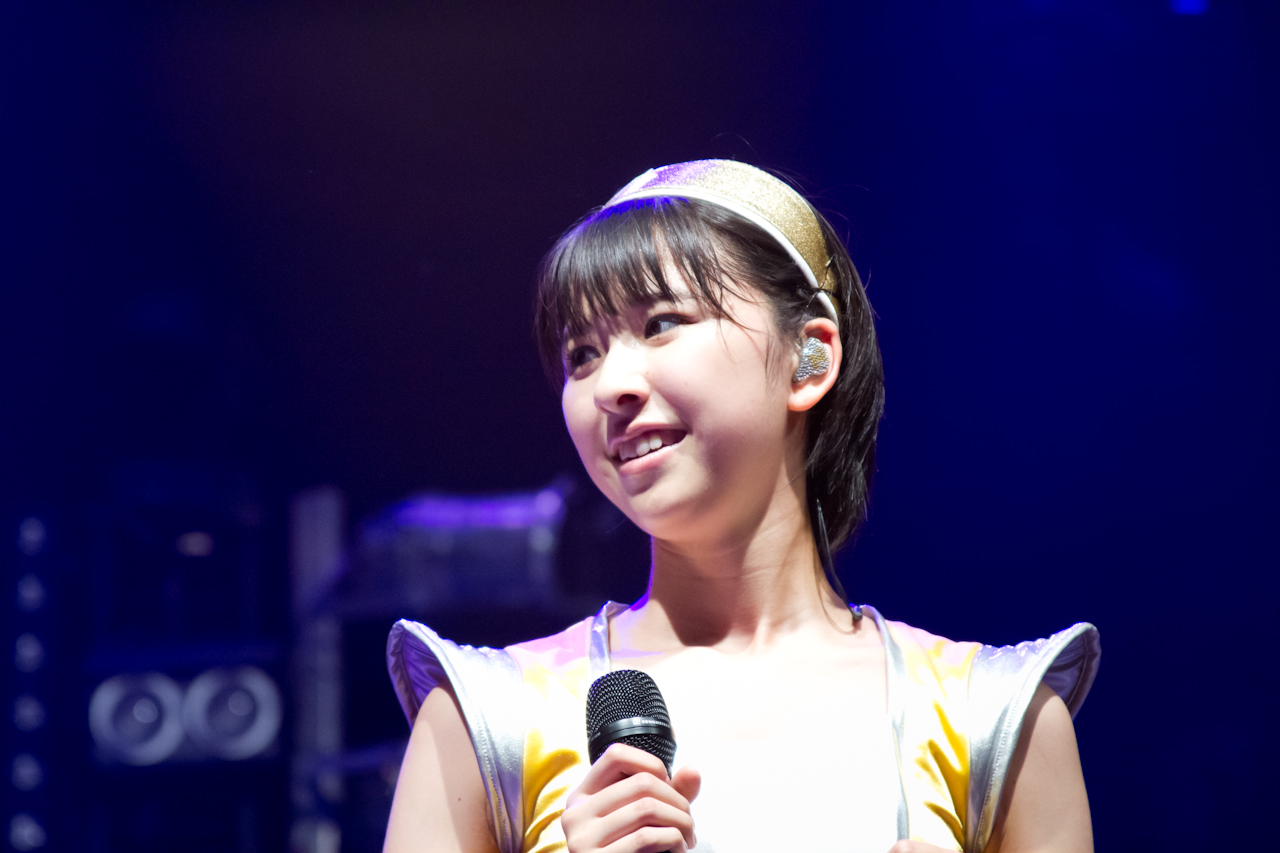
Shiori_Tamai.

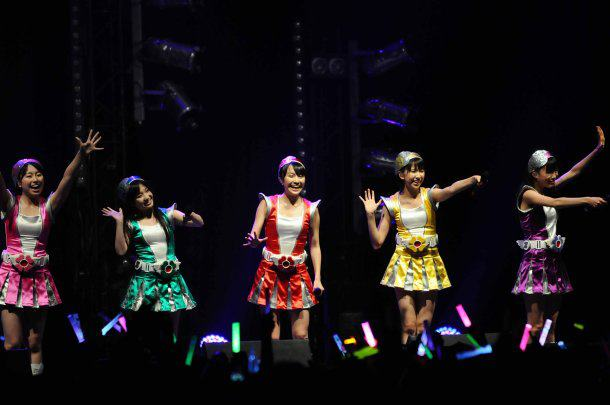
Japan Expo 2012.

Shiori Tamai (玉井 詩織 Tamai Shiori?,  Prefectura de Kanagawa, Japón, 4 de junio de 1995) es una idol, actriz y actriz de voz japonesa. Actualmente es miembro del grupo de pop femenino Momoiro Clover Z, donde su color distintivo es el amarillo. Desde 2012, Tamai también proporciona la voz del personaje de Yumenoke en la serie de Nippon Television, Akumu-chan.

## Biografía

### Primeros años
Tamai nació 4 de junio de 1995 en la prefectura de Kanagawa, Japón. El nombre de "Shiori" provino de la canción Shiori no Theme de la banda Southern All Stars. Tiene un hermano mayor, y aprendió inglés durante su infancia. En 2005, cuando cursaba su cuarto año de escuela primaria, Tamai fue reclutada por Stardust Promotion y entró en la industria del entretenimiento. 

### Momoiro Clover Z
En 2008, Tamai fue colocada en el grupo de pop femenino Momoiro Clover. El proyecto era uno de muy bajo presupuesto, por lo que el grupo comenzó actuando en las pasarelas del parque Yoyogi en Shibuya, Tokio, pero el grupo ganaría popularidad con el lanzamiento de su primer sencillo independiente el próximo año.
El 12 de octubre de 2012, Tamai hizo una aparición en solitario en un número especial de la revista de cultura japonesa, QuickJapan. El artículo incluía información sobre las actividades de verano de 2012 de Momoclo, fotografías y una entrevista con Tamai. Tamai ha admitido que no tiene ninguna especialidad, sino que realiza todo tipo de cosas que le gustan, que van desde bailar a tocar el piano. El mánager de la banda, Akira Kawakami, ha comentando que Tamai es un genia con un gran potencial, sin embargo, terminó convirtiéndose en la "Jack de todos los oficios" del grupo.
En noviembre de 2012, Momoiro Clover Z fue invitado al Kōhaku Uta Gassen, un festival de música anual celebrado en la víspera de Año Nuevo y transmitido por NHK. Participar en el festival había sido el mayor sueño de las integrantes de Momoiro Clover aun cuando su exmiembro, Akari Hayami, todavía estaba en la banda. Hayami felicitó a sus excompañeras en su blog y expresó su deseo de aparecer en Kōhaku junto a ellas. En homenaje a Hayami, Momoiro Clover Z interpretó la canción Ikuze! Kaitō Shōjo con la versión que incluyó su nombre.

## Filmografía

### Películas
- Ninifuni (2003, corto)
- Shirome (2010)
- Akumu Chan the Movie como Dream Beast (2014)
- Maku ga Agaru como Yukko Hashidzume (2015)[8]
- Momiro Clover: Pledge of Z (2015, corto)
- Dragon Ball Z: Fukkatsu no F como voz de las Hadas (2015)
- Stranger: bakemono ga jiken wo abaku (2016)
- Anibaasari (2016)

### Televisión
- Akumu-chan como Yumenoke (2012-presente)
- Tenshi to janpu (2013)
- Denshichi Torimonocho (2016)

### Videojuegos
- Demons' Score (2011, voz)